# Santacroce (cognome)
Santacroce è un cognome di lingua italiana.

## Varianti
Il cognome non presenta varianti.

## Origine e diffusione
Il cognome è panitaliano, con prevalenza in Italia meridionale.
Potrebbe derivare da un toponimo o avere un'origine diversa; è comunque affine al cognome Croce.

## Persone
- Fabiano Santacroce – calciatore italiano
- Isabella Santacroce – scrittrice italiana
- Marcello Santacroce – cardinale italiano